# NGC 2516
إن جي سي 2516 في الفلك (بالإنجليزية: NGC 2516 ) هو تجمع نجمي مفتوح في كوكبة القاعدة ، وترجع تسميته إن جي سي 2516 إلى الفهرس العام الجديد للفلك . تبلغ سطوعه الظاهري +3,80 قدر ظاهري ويبلغ قطره21 دقيقة قوسية .
ويسمى هذا التجمع النجمي أحيانا تجمع الألماس نظرا لوضوح نجومه، ويمكن رؤيته بالعين المجردة أو باستخدام نظارة مقربة في ليلة حالكة الظلام . وتحتوي التجمع أيضا على 2 من نجوم عملاق أحمر وكذلك على ثلاثة من النجوم المزدوجة. وتحتاج رؤية النجوم المزدوجة هذه إلى تلسكوب صغير للتفرقة بين الزوج النجومي.

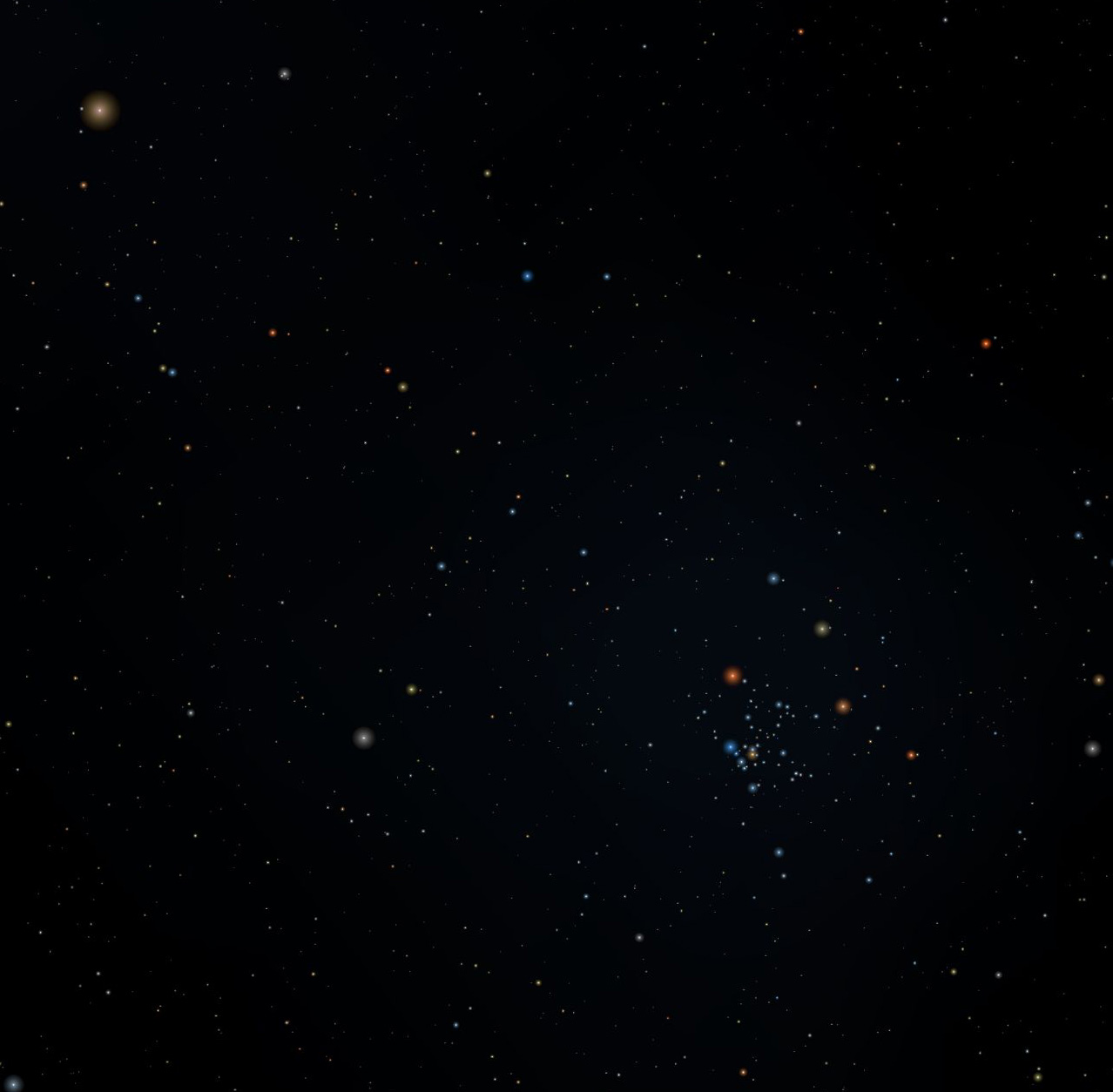
إن جي سي 2516

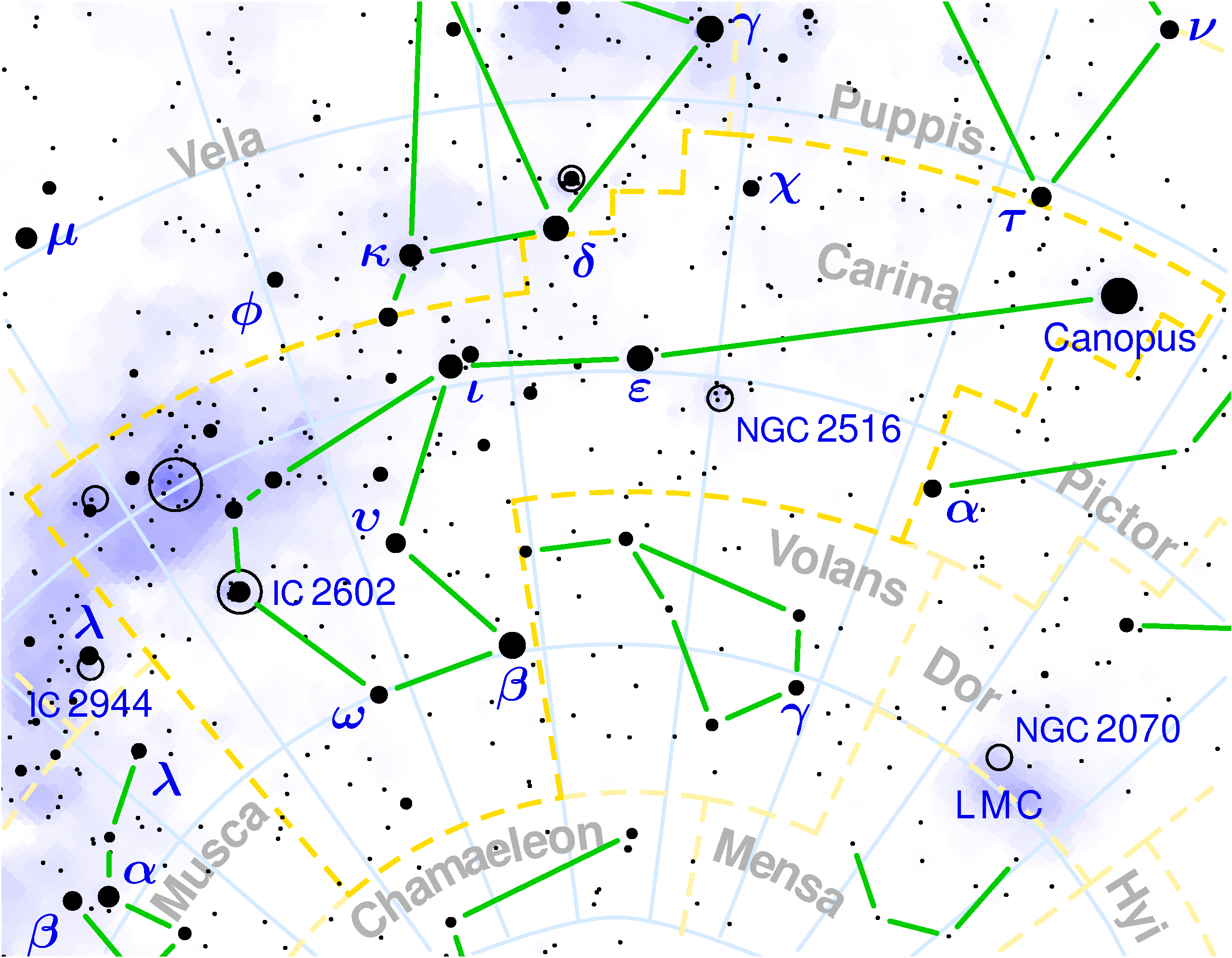
كوكبة القاعدة وفي وسطها التجمع النجمي إن جي سي 2516.

وقد اكتشف حديثا تجمع نجمي آخر بالقرب منه وهو تجمع مامايك 2  ويماثله في العمر كما تبين أطياف التجمعين النجميين أيضا تماثلهما من حيث نسبة وجود المعادن فيهما . ويعتقد مجموعة الفلكيين العاملين مع العالم الفلكي يلينسكي أن هذين التجمعين النجميين قد نشآ من نفس السحابة الغبارية الغازية منذ نحو 135 مليون سنة فقط.